# Nils Eriksen
Pour les articles homonymes, voir Eriksen.
Nils Kristian Eriksen, surnommé Påsan (né le 5 mars 1911 et mort le 5 mai 1975), fut un joueur et entraîneur de football norvégien.

## Biographie

### Joueur
Il passe la plupart de sa carrière dans le club norvégien de l'ODD Grenland.

### International
Il est également international, avec l'équipe de Norvège et est connu pour avoir participé à la coupe du monde 1938 en France.
Il gagne également la médaille de bronze pendant les Jeux olympiques de 1936 à Berlin.

### Entraîneur
Il entraîne ensuite le club du Moss FK après sa retraite de joueur.